# NGC 1220
NGC 1220 ist die Bezeichnung eines offenen Sternhaufen im Sternbild Perseus. Dieses Objekt wurde am 28. November 1831 von dem Astronomen John Herschel entdeckt.